# Alexander Castro
Alexánder Castro Trejos (ur. 14 lutego 1979 w Golfito) – kostarykański piłkarz występujący na pozycji napastnika.

## Kariera klubowa
Castro karierę rozpoczynał w 1999 roku w zespole LD Alajuelense. Przez 7 lat gry dla tego klubu, zdobył z nim 5 mistrzostw Kostaryki (2000, 2001, 2002, 2003, 2005). Na początku 2006 roku odszedł do CS Cartaginés, gdzie spędził dwa kolejne lata.
W styczniu 2008 roku Castro przeszedł do CS Herediano. Grał tam przez pół roku. Następnie w latach 2009–2011 reprezentował barwy zespołu AD Ramonense. W 2011 roku wrócił do CS Herediano. W 2012 roku wywalczył z nim mistrzostwo fazy Verano.

## Kariera reprezentacyjna
W reprezentacji Kostaryki Castro zadebiutował w 2001 roku. W 2003 roku wziął udział w Złotym Pucharze CONCACAF, zakończonym przez Kostarykę na 4. miejscu. Wystąpił na nim w spotkaniach z Kanadą (0:1), Kubą (3:0), Salwadorem (5:2), Meksykiem (0:2) oraz USA (2:3).
W 2004 roku został powołany do kadry na turniej Copa América. Zagrał na nim w meczach z Chile (2:1) i Kolumbią (0:2), a Kostaryka odpadła z rozgrywek w ćwierćfinale.
W latach 2001–2005 w drużynie narodowej Castro rozegrał łącznie 22 spotkania.